# Heinz Rolfes

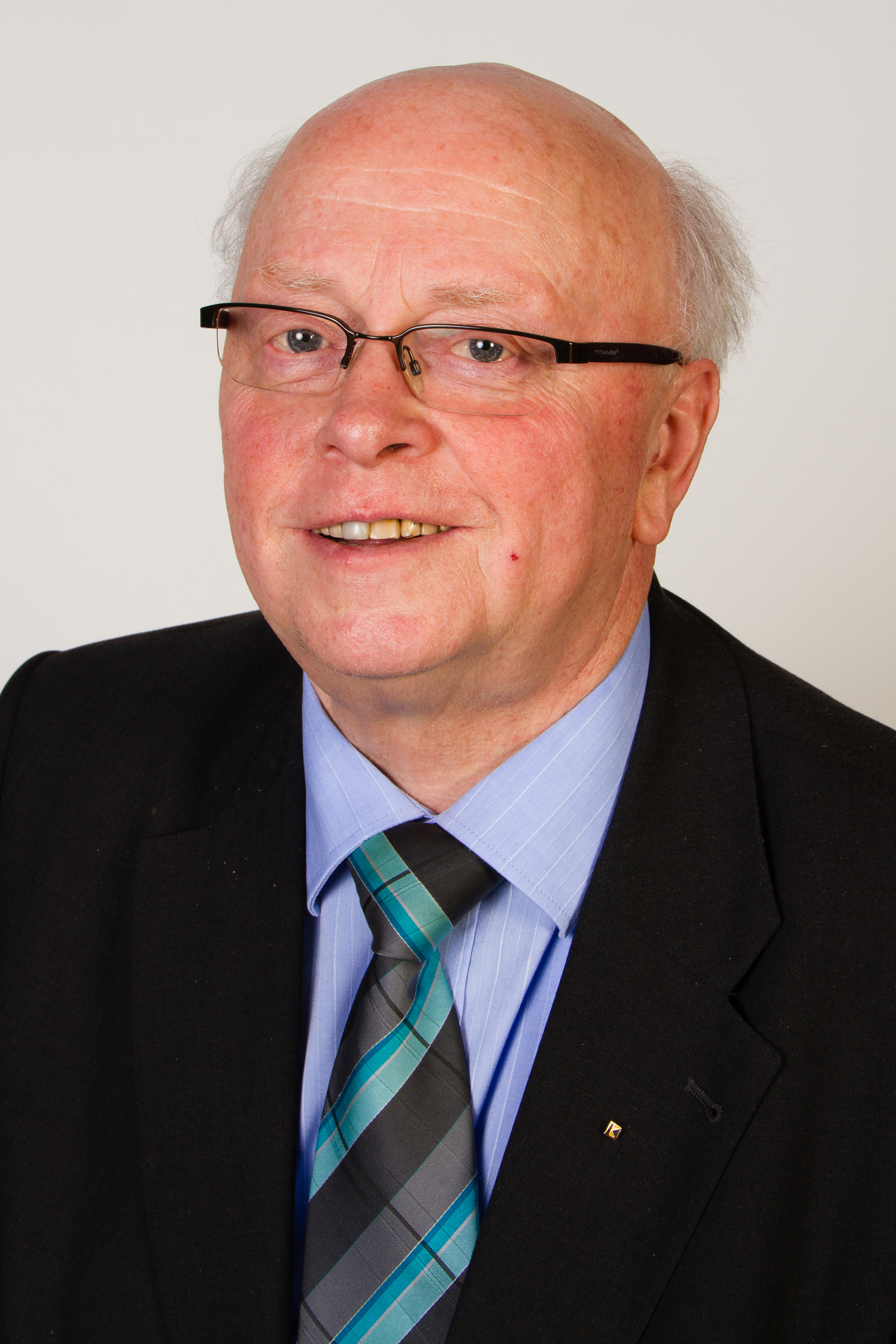
Heinz Rolfes

Heinz Rolfes (* 15. Juli 1947 in Clusorth-Bramhar) ist ein deutscher Politiker (CDU). Er war von 1994 bis 2017 Abgeordneter des Niedersächsischen Landtags.

## Leben
Nach dem Besuch der Volksschule in Lingen absolvierte Rolfes eine Lehre zum Starkstromelektriker bei der Erdölraffinerie in Lingen-Holthausen. Ab 1965 war Rolfes als Spezialmonteur im Bereich der Nachrichtentechnik bei der Siemens AG, Zweigniederlassung Osnabrück, tätig, wo er von 1977 bis März 1994 Mitglied des Betriebsrates war. 
Heinz Rolfes wurde 1968 Mitglied der CDU. Von 1974 bis 1980 war er stellvertretender Vorsitzender und von 1980 bis 1987 Vorsitzender des CDU-Stadtverbandes Lingen. Seit 1987 ist Rolfes Vorsitzender des CDU-Kreisverbandes Lingen, stellvertretender Vorsitzender der CDU im Emsland sowie seit 1998 stellvertretender Vorsitzender des CDU-Bezirksverbandes Osnabrück/Emsland.
Rolfes vertritt seit 1994 den Wahlkreis Lingen im Niedersächsischen Landtag. Von 2003 bis 2013 war Rolfes stellvertretender Vorsitzender der CDU-Landtagsfraktion im Landtag. Er hat angekündigt, bei der Wahl zum 18. Niedersächsischen Landtag aus Altersgründen nicht wieder anzutreten.
Rolfes ist seit 1991 Mitglied des emsländischen Kreistages und dort seit 1996 stellvertretender Landrat des Emslandes. Von 1972 bis 1974 war Rolfes Ratsherr der Gemeinde Clusorth-Bramhar, von 1974 bis 1996 Ratsherr der Stadt Lingen (Ems), von 1985 bis 1993 CDU-Fraktionsvorsitzender in Lingen. Zudem ist Rolfes Mitglied im Vorstand des Kolpingwerkes, Bezirksverband Lingen, Mitglied im Kuratorium des St.-Bonifatius-Hospitals Lingen und Mitglied des Diözesankatholikenrates. 2021 erhielt er das Ritterkreuz des Silvesterordens.
Rolfes ist verheiratet und hat eine Tochter.